# Лоус, Дон
Дональд (Дон) Лоус (англ. Donald «Don» Laws; 30 мая 1929 — 2 декабря 2014) — американский фигурист и тренер.
За свою карьеру Лоус выиграл юниорский чемпионат США в одиночном катании и танцах на льду, участвовал на чемпионате мира 1951 (в качестве одиночника), где занял седьмое место. Его тренером был Осборн Колсон.
В 2001 году Лоус был включён в американский Зал славы Фигурного катания. В 2005 получил награду «Lifetime Achievement Award» от фонда Майкла Вайсса.
Практически до самой смерти занимался тренерской деятельностью. Тренировал олимпийских чемпионов Патрика Чана и Скотта Хамильтона, а также американского фигуриста Майкла Вайса.
Он был президентом «Professional Skaters Association» и пожизненным почётным членом этой организации. Он также работал в ИСУ.